# Olive (Nowy Jork)
Olive – miasto w Stanach Zjednoczonych, w stanie Nowy Jork, w hrabstwie Ulster.